# 秋吉台
34°14′32.0″N 131°17′54.0″E / 34.242222°N 131.298333°E

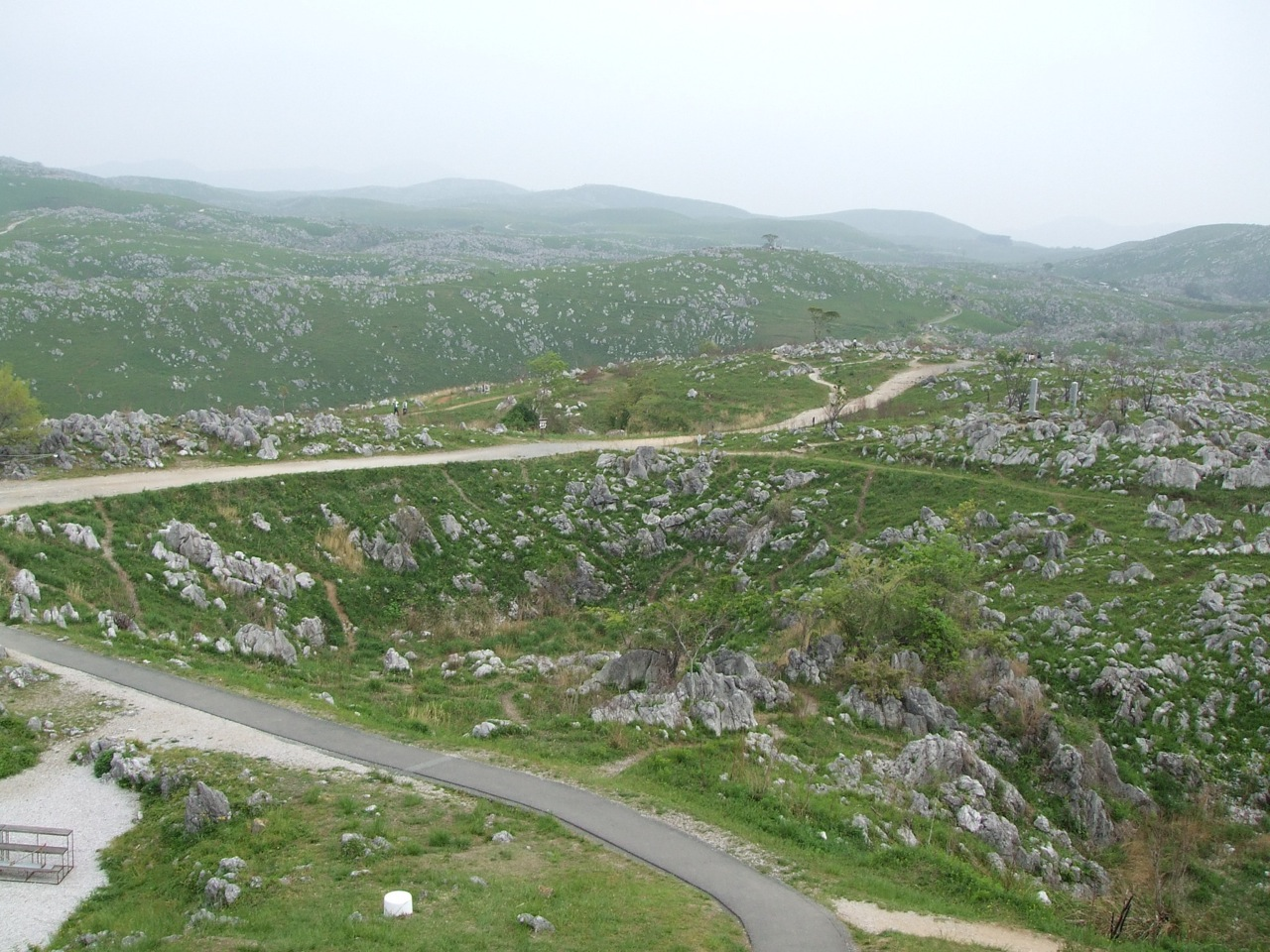
秋吉台的地貌

秋吉台（日语：／）是位在日本山口縣美禰市中、東部的一處喀斯特台地，地表高度介於海拔180公尺至420公尺之間，總面積達54平方公里，若加上位於地下的石灰岩層，面積可達93平方公里。而整個喀斯特台地區域又被自北往南流的厚東川分成東台和西台兩個部分，其中在東部的區域就是一般狹義的秋吉台。

## 概況

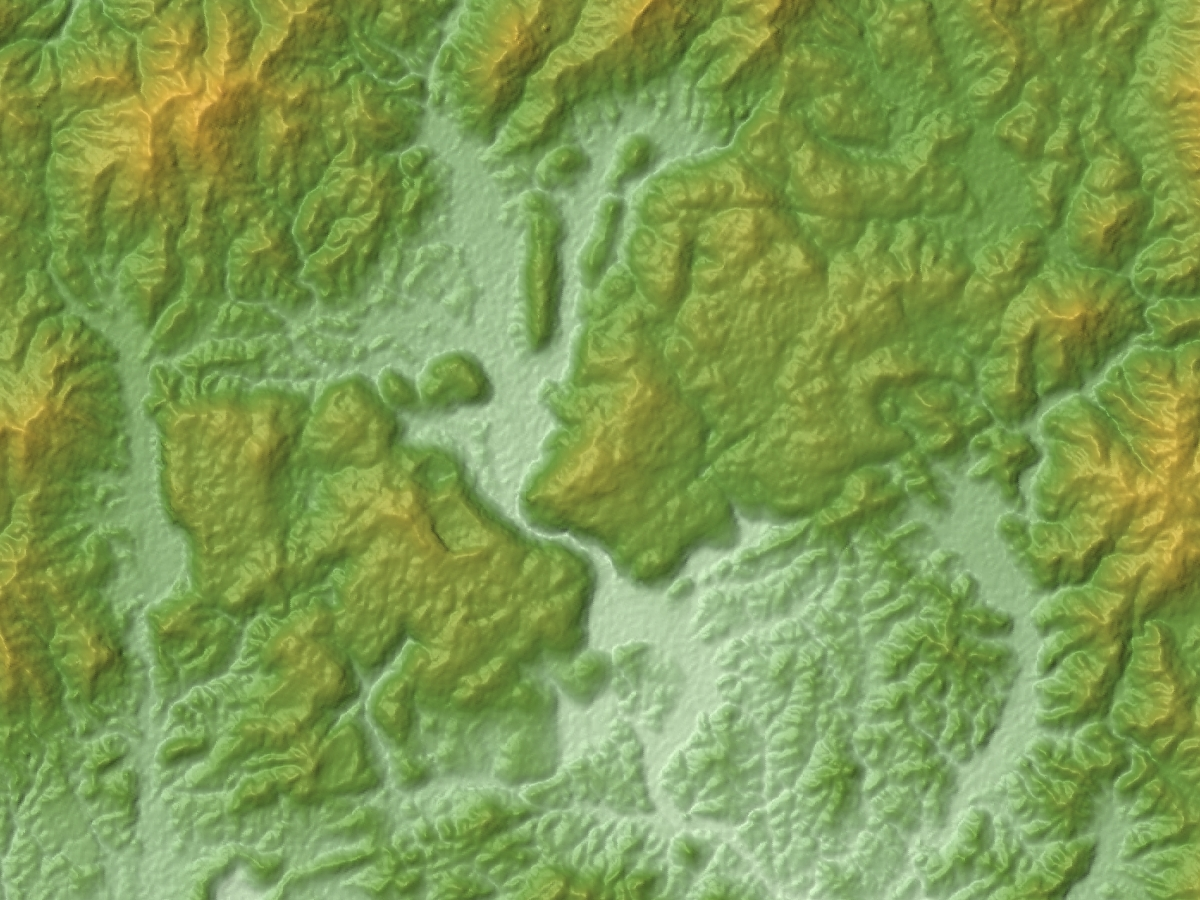
秋吉台的地形圖

整個秋吉台台地為巨大的石灰岩層，石灰岩層在西台最西端的厚度約為50公尺至200公尺，在東台的東北多則厚達1,000公尺以上。秋吉台的地表有大量的石灰岩柱及滲穴，包括秋芳洞、大正洞、景清穴、中尾洞在內，此區域的地底有超過400個溶洞（鐘乳洞），全區域的降水除了自然蒸發以外，全都滲透進入地下，形成洞穴內的各個地下河川，這些地下河川也一同以「秋吉台地下水系」的名稱被列入國際重要濕地名錄。
東台區域多為草原，在其中的盆地區域有長登聚落，有超過一千年歷史的長登銅山也在此地；台地上的草原自20世紀中期開始將其作為飼料用草，也為了維持草原的環境，每年春天會進行人為的燒山。
西台區域大多為樹林，在其中的盆地區域有江原、入見、奧河原三個聚落；此區域被大量做為石灰石礦場，設有多個礦區。
由於的東台植被及有許多鐘乳洞的緣故，東台為秋吉台主要的觀光區域，設有秋吉台喀斯特展望台、秋吉台東展望台、秋吉台科學博物館、秋吉台生態博物館、長登銅山文化交流館、秋吉台家族旅行村、秋吉台少年自然之家、秋吉台青年旅舍等多個觀光設施；而西台由於作為礦區，距離美禰市的市區較近。
整個秋吉台地區也因為石灰岩層以及鐘乳洞的緣故有大量的化石，因此在美禰市市區內也設有美禰市化石館收藏在此發現到的各式化石。

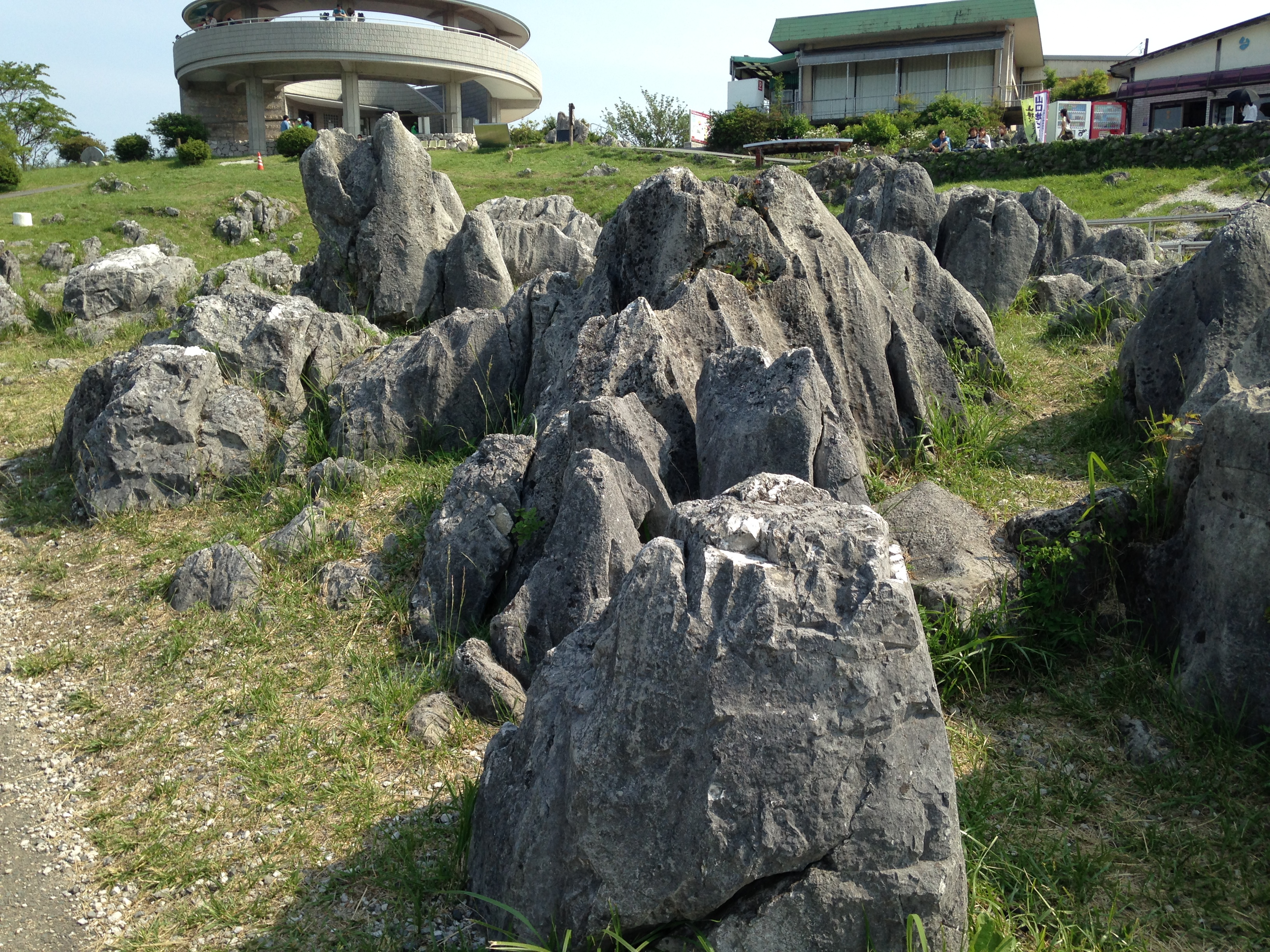
秋吉台的石灰岩柱
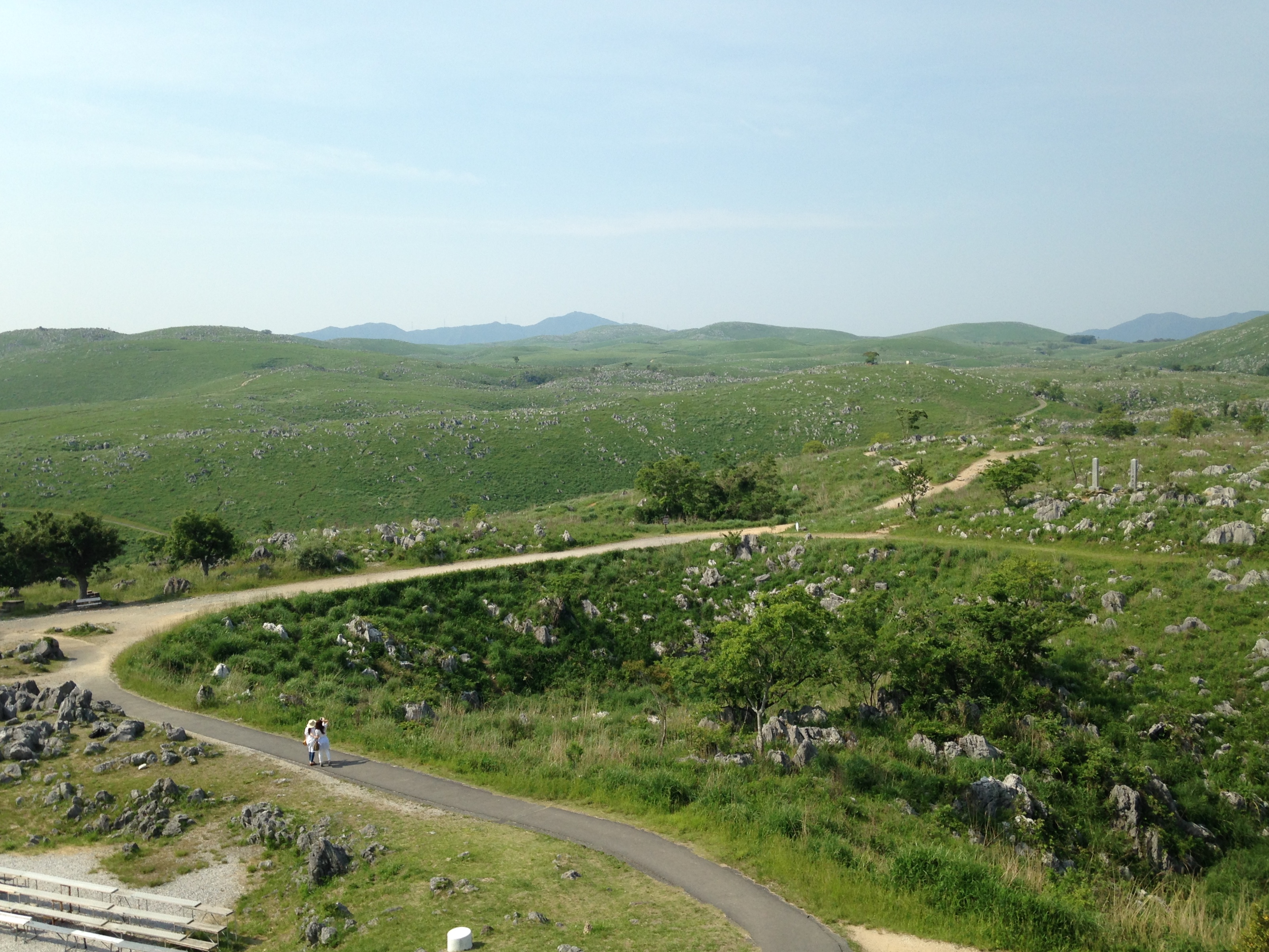
在秋吉台喀斯特展望台所看到的秋吉台地景
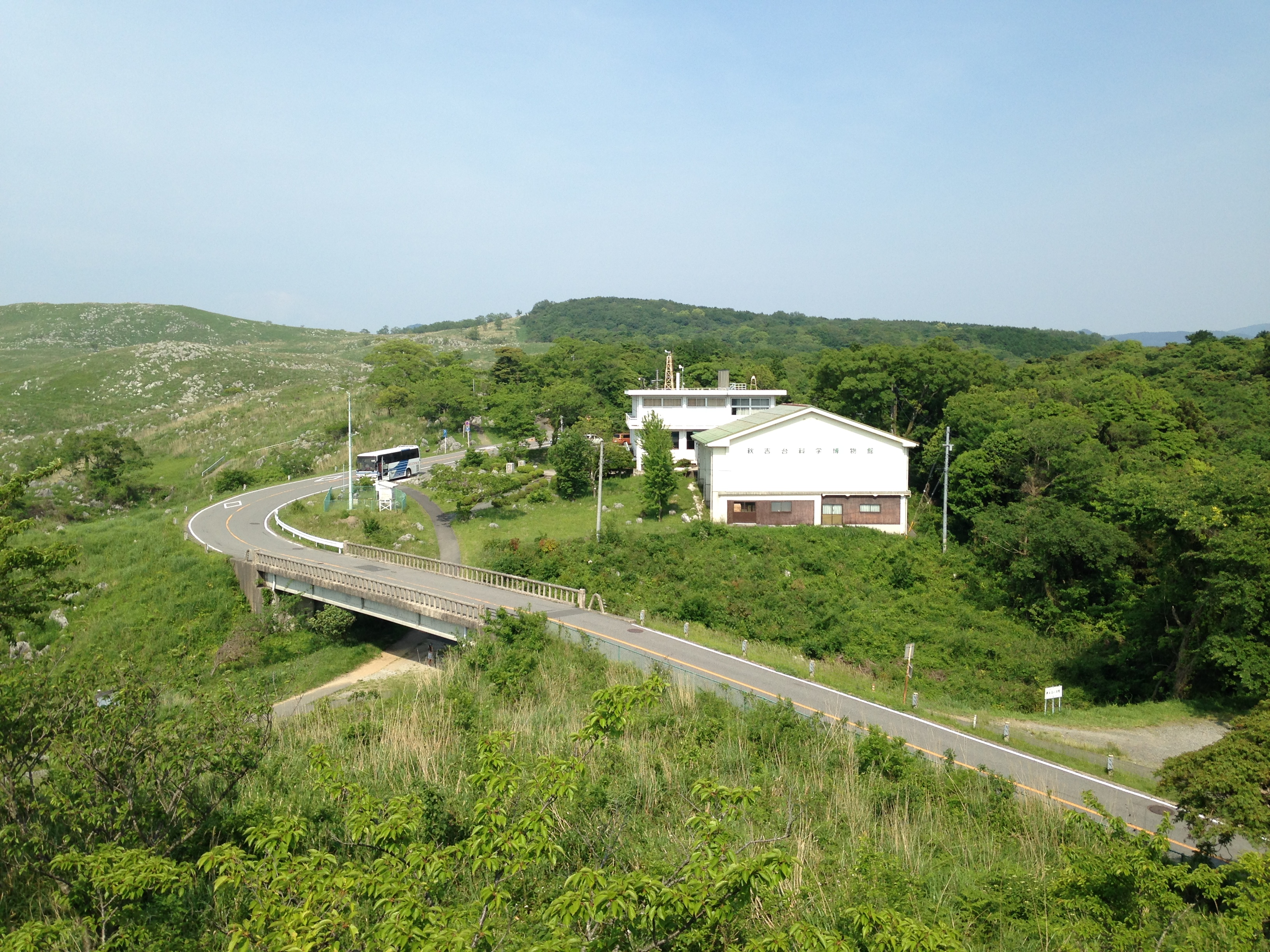
秋吉台科學博物館

### 鍾乳洞

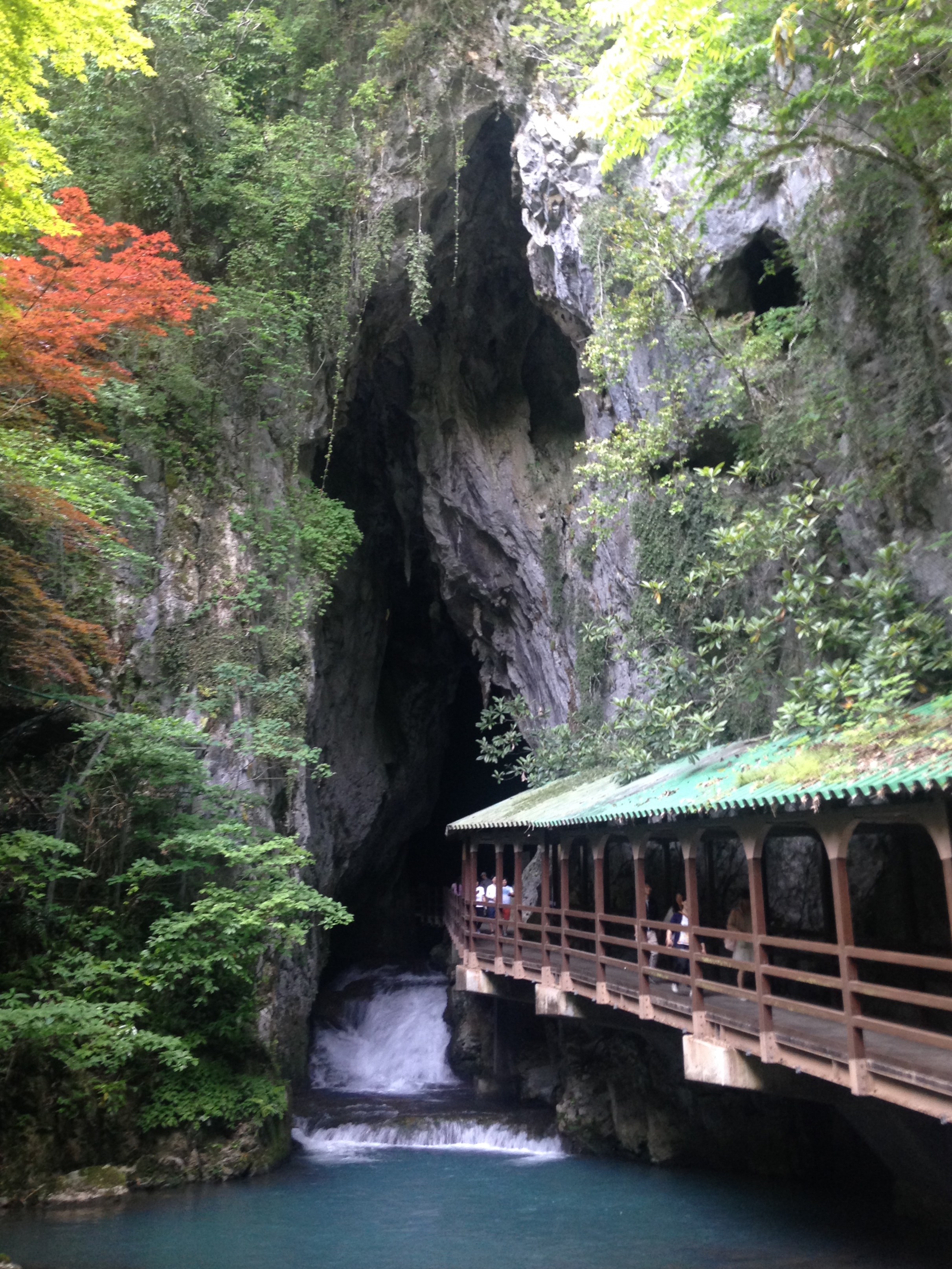
秋芳洞洞口

2019年時，在秋吉台下被發現的鐘乳洞共有453個，其中秋芳洞被列為特別天然記念物，大正洞、景清穴、中尾洞被列為天然記念物。
其中比較特殊的紀錄如下：
- 最長洞窟：秋芳洞（10.7公里）[5]
- 最深洞窟：入見穴見戶之穴（204公尺）
- 最大空洞：
  - 蛇穴（長130公尺、寬110公尺、高90公尺），但在20世紀中期因被做為石灰石礦場的廢土掩埋場地而被填去。
  - 秋芳洞的千疊敷（長175公尺、幅80公尺、高35公尺）
- 最大地底湖：寺山之穴（長40公尺、寬40公尺、深15公尺）

## 地質歷史
現在的秋吉台在約3億5千萬年前的石炭紀時代，是位於接近赤道的泛大洋海底，當時在此區域的大片珊瑚礁所形成，在日積月累之下，形成了厚度介於500公尺至1,000之間的石灰岩層；位於現在日本西南部的許多喀斯特台地，包括秋吉台、帝釋台、阿哲台、平尾台都是在當時一起形成。之後又隨著板塊移動，逐漸移動到現的位置成為日本列島的一部分。
也由於石灰石岩層是由3億多年前海底的生物遺骸大量堆積而形成，秋吉台的地層中也發現大量該時其古生物包括：紡錘蟲、珊瑚、外肛动物、菊石、三葉蟲的化石。
秋吉台在約2,000萬年前被擠壓推升成為陸地，到約500萬年前的新近紀，已經成為海拔高度約600公尺的平原；此後由於遭到河川的侵蝕，此區域逐漸被切割為台地地形，同時也造成地表的石灰石岩層遭到溶食，開始產生喀斯特地形，地面下也開始出現鐘乳石洞。
這時期由於爾偶會有動物進入鐘乳洞，或是跌落洞穴中，洞穴內除了與外界隔絕，又由於洞穴中的水分含有大量石灰石，有助於將這些動物屍骸的骨頭保留下來，因此在洞穴內也有大量50萬年前的陸生動物包括：日本犀、楊氏虎、豹、瑙曼象、鹿、棕熊、歐亞猞猁、日本狼的化石。

## 人文發展歷史

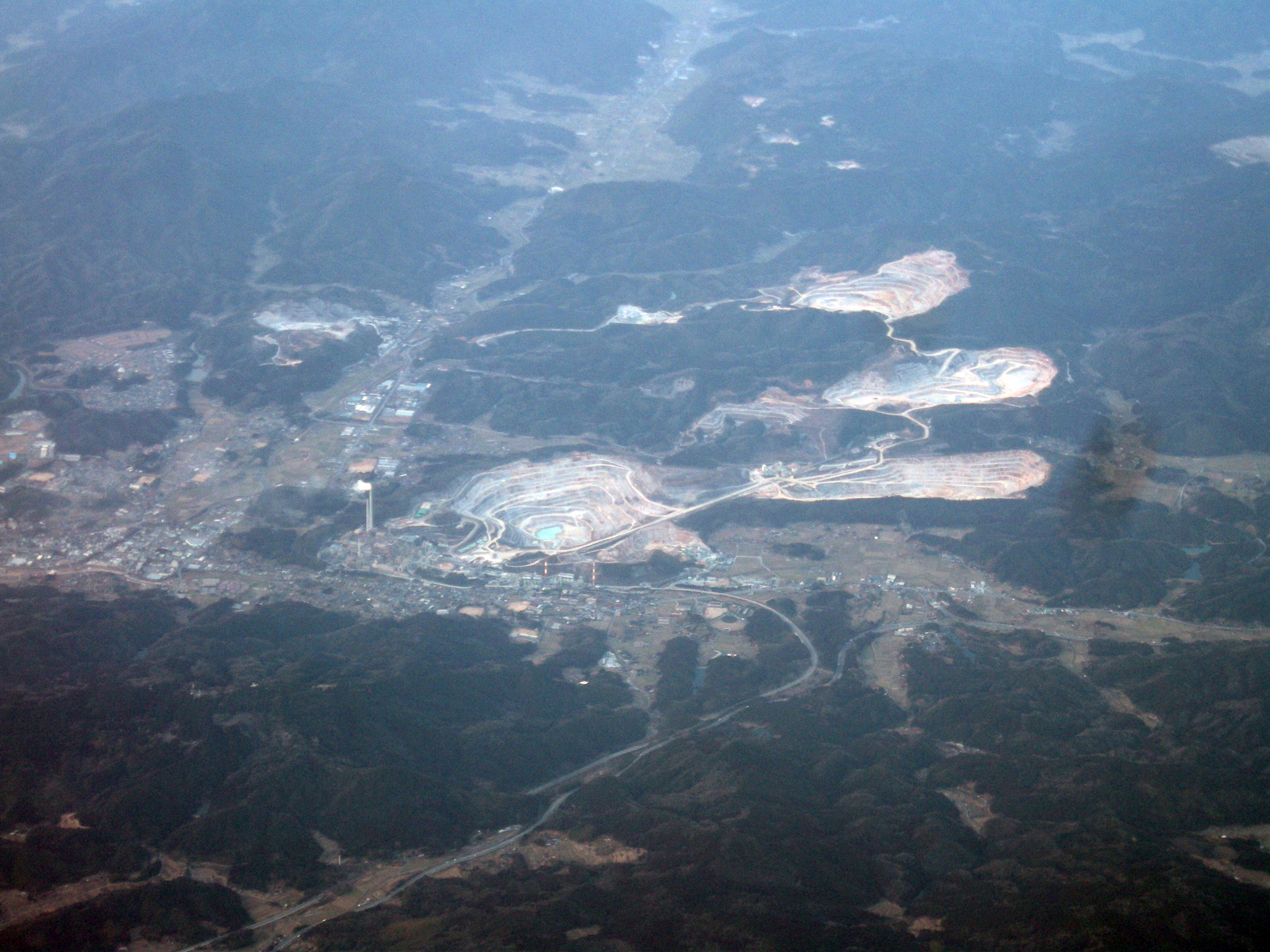
美禰市區空照圖，左下角為美禰市區，右上方為秋吉台的西台地區，可以見到四個大規模開採的石灰岩礦區。

整個秋吉台地區最早被開發的紀錄是位於東部現在的美東町長登地區的長登銅山，在7世紀時就成為全日本最早的銅礦山持續被開採到20世紀。
10世紀時編撰的延喜式則也記載到此地區利用鐘乳石出產石藥。
而關於鐘乳洞的部分，在1844年的《防長風土注進案》記載了秋吉台的「瀧穴」（秋芳洞）洞內發現的物品。在明治維新後，瀧穴也被當地商人看上，自1909年起開始作為觀光景點對外開放。這些現今較為知名的鐘乳洞也先後在1922年至1923年期間被日本政府列為天然紀念物。
1955年，東台的大部分地區被劃設為秋吉台國定公園，1961年列為天然紀念物，1964年進一步列為特別天然紀念物。此區域此後持續往觀光方向發展，1959年秋芳町也在此設立了秋吉台科學博物館，1970年完成了可以讓觀光客更接近秋吉台的秋吉台道路。
但也是在1955年開始，西台的區域陸續設立宇部興產伊佐水泥工廠、小野田水泥重安礦業、住友水泥秋芳礦山，大規模的開採石灰岩。
2005年，包括秋芳洞、景清洞、大正洞內的地下河川共同以「秋吉台地下水系」的名稱被列入國際重要濕地名錄，秋芳洞在2007年也被列入日本地質百選。2015年整個秋吉台以「Mine秋吉台」被列為日本地質公園。

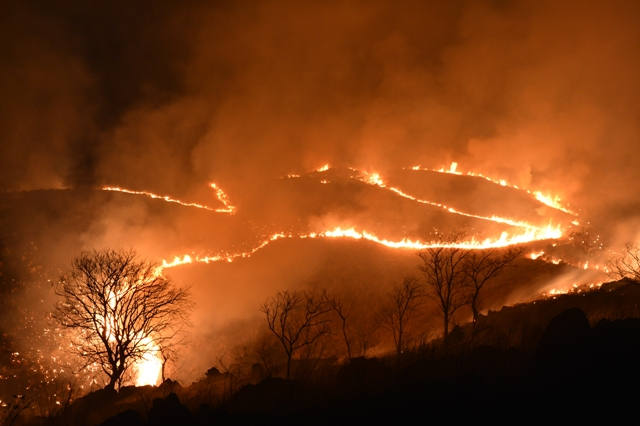
秋吉台燒山時的情況
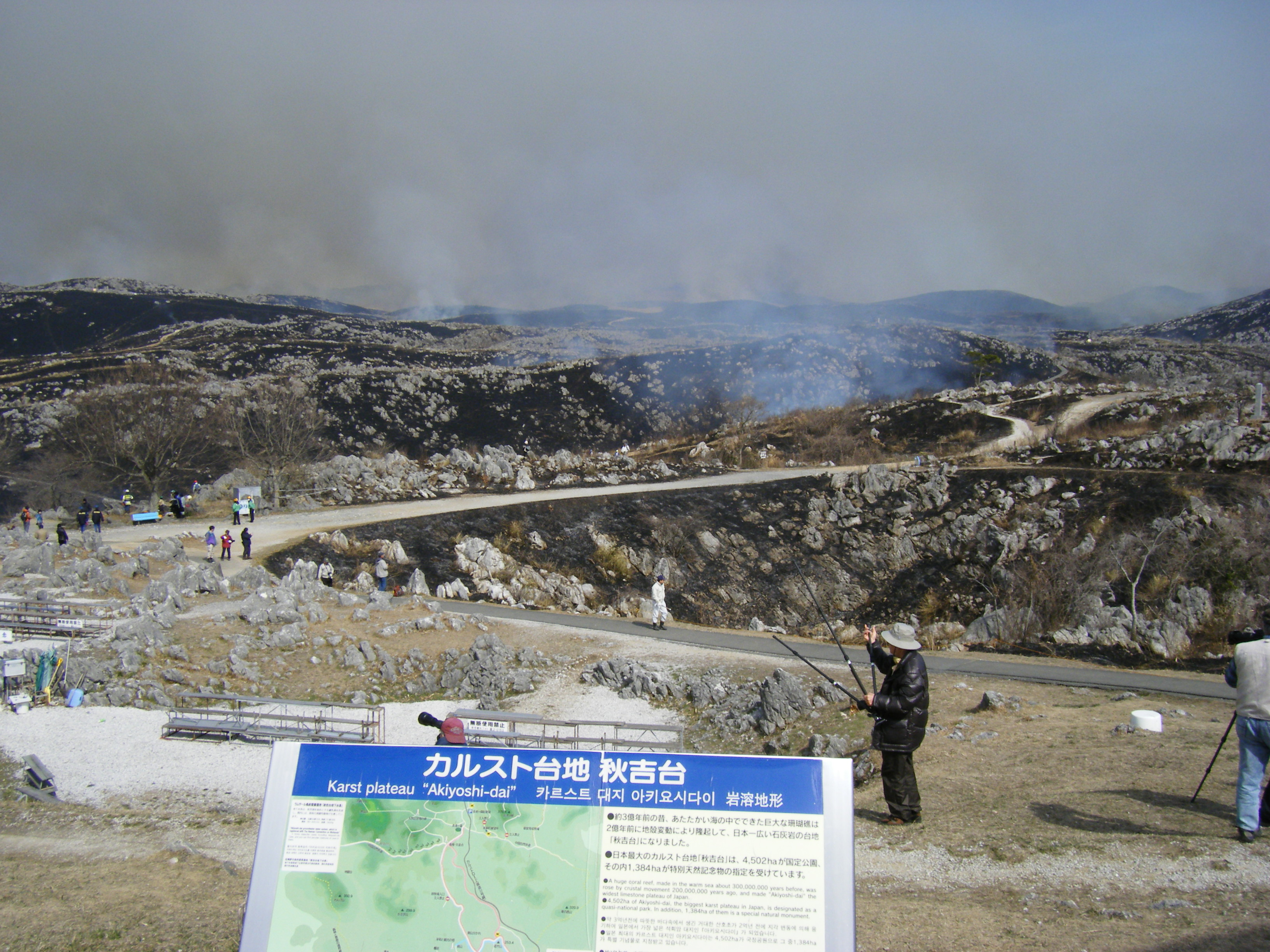
秋吉台燒山後的情況

## 外部連結
- （日語） 山口縣美禰市秋吉台國定公園觀光情報 （页面存档备份，存于）
  - （繁體中文）美禰市觀光協會 （页面存档备份，存于）
  - （繁體中文）美禰市觀光協會 （页面存档备份，存于）
- （日語） Mine秋吉台地質公園 （页面存档备份，存于）
- （日語） 美禰市立秋吉台科學博物館
- （日語） 秋吉台生態博物館 （页面存档备份，存于）
- （日語） 美禰市歴史民俗資料館、美禰市化石館 （页面存档备份，存于）